# Succisa trichotocephala
Succisa trichotocephala är en tvåhjärtbladig växtart som beskrevs av Leona Baksay. Succisa trichotocephala ingår i släktet ängsväddar, och familjen Dipsacaceae. Inga underarter finns listade i Catalogue of Life.